# St. Ulrich (Geislingen)

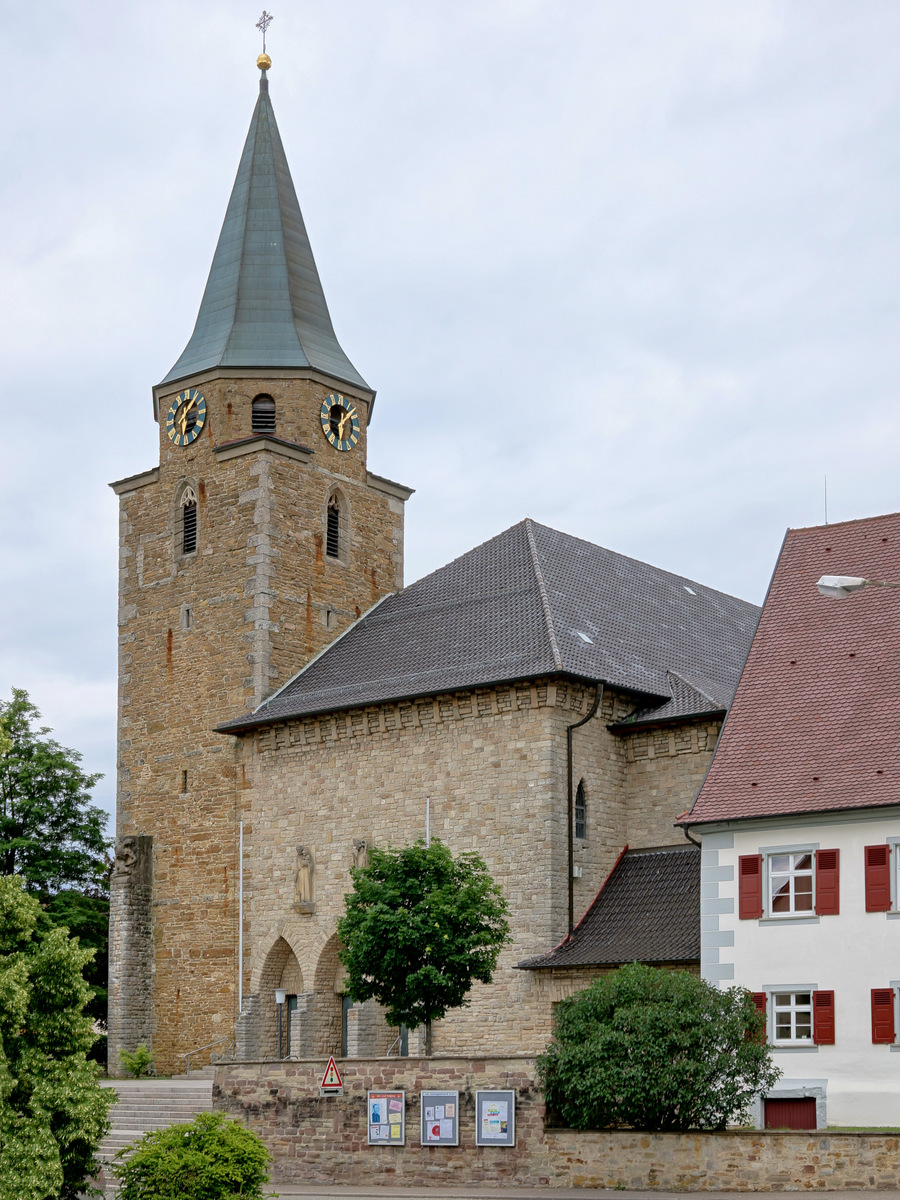
St. Ulrich – Ansicht von Südwesten

Die katholische Pfarrkirche St. Ulrich in Geislingen im Zollernalbkreis wurde in den Jahren 1927/1928 unter Einbeziehung einiger Elemente des Vorgängerbaus erbaut. Ihr Innenraum ist ein Beispiel der eher selten anzutreffenden expressionistischen Architektur.
St. Ulrich ist eines der Kirchengebäude der Seelsorgeeinheit „Am Kleinen Heuberg“ im Dekanat Balingen der Diözese Rottenburg.

## Lage
Die Pfarrkirche liegt auf einer kleinen Anhöhe an zentraler Stelle im Ort, wo sich die Brückenstraße, die Vorstadtstraße und die Schlossstraße treffen.

## Baugeschichte
Die Kirche wurde zwischen Juni 1927 und Oktober 1928 von den Rottenburger Architekten Hans Lütkemeier (1898–1960) und Martin Schilling (1896–1991) an der Stelle der zu klein gewordenen Dorfkirche erbaut. Von dieser blieb der Turm aus dem 15. Jahrhundert erhalten. Das spätmittelalterliche Gewölbe des Chors der alten Kirche wurde abgetragen und in der neuen Kirche wieder verwendet. Auch Teile der Ausstattung (die Plastiken von St. Ulrich, St. Martin, St. Barbara, St. Katharina sowie Grabmonumente) wurden von der alten Kirche übernommen. 1984/1985 fand eine Renovierung statt, bei der der Chorraum verändert wurde. Eine weitere Renovierung erfolgte 2019.

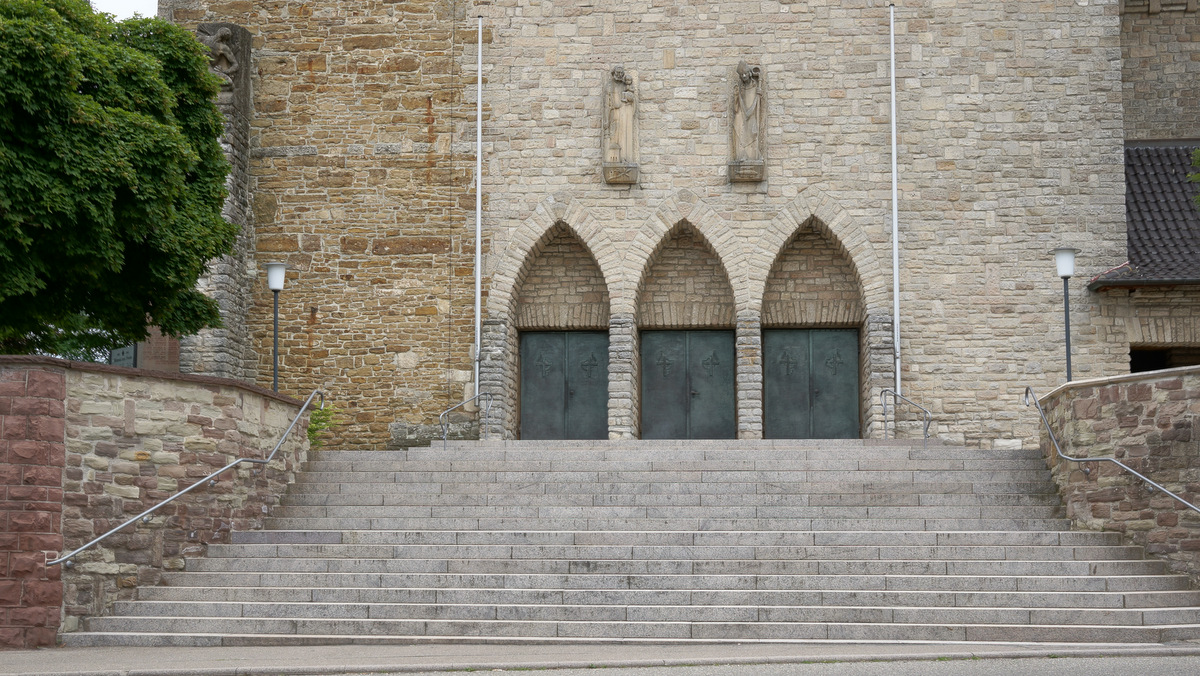
Westfassade
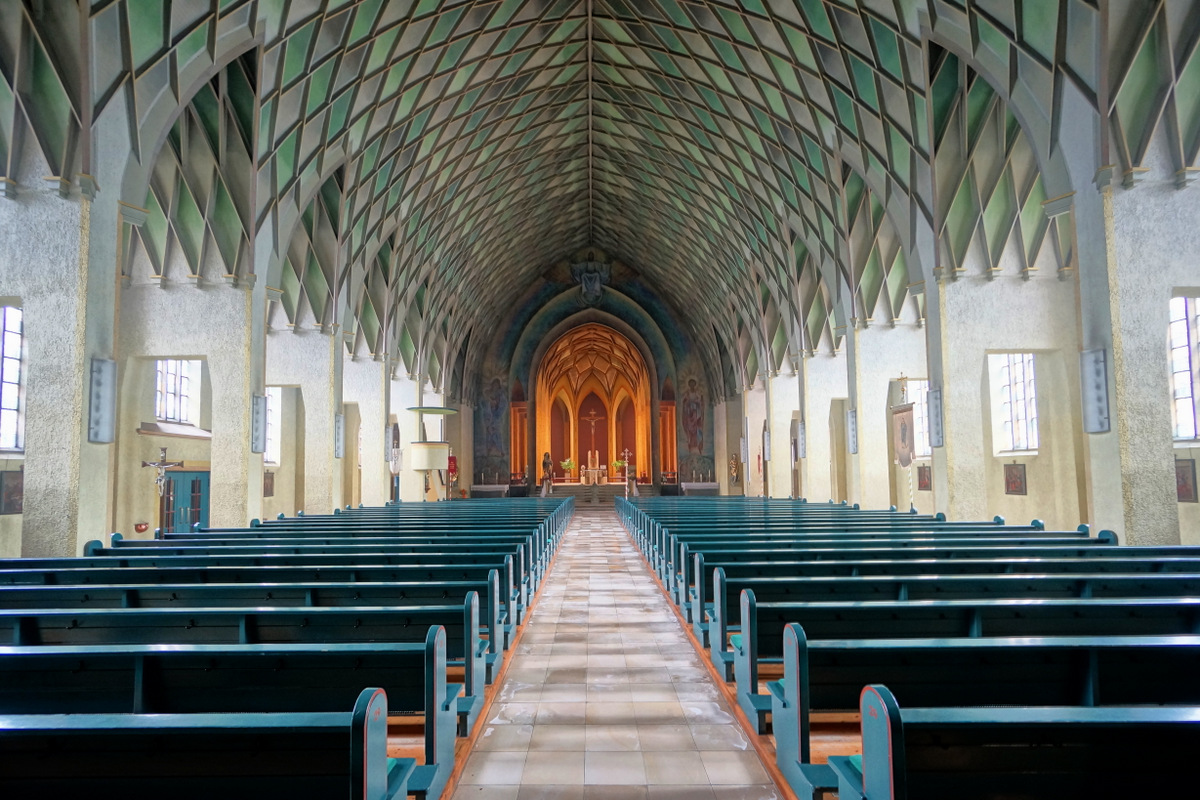
Langhaus von Westen
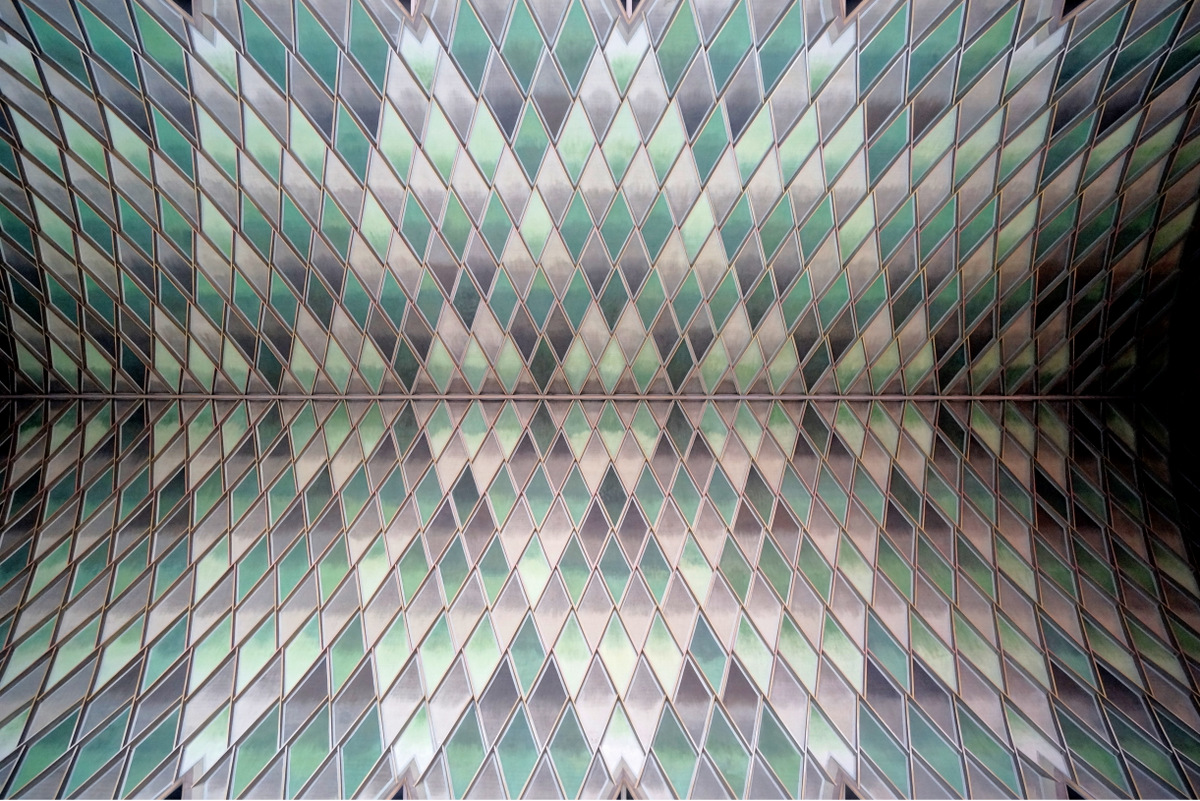
Innenraum
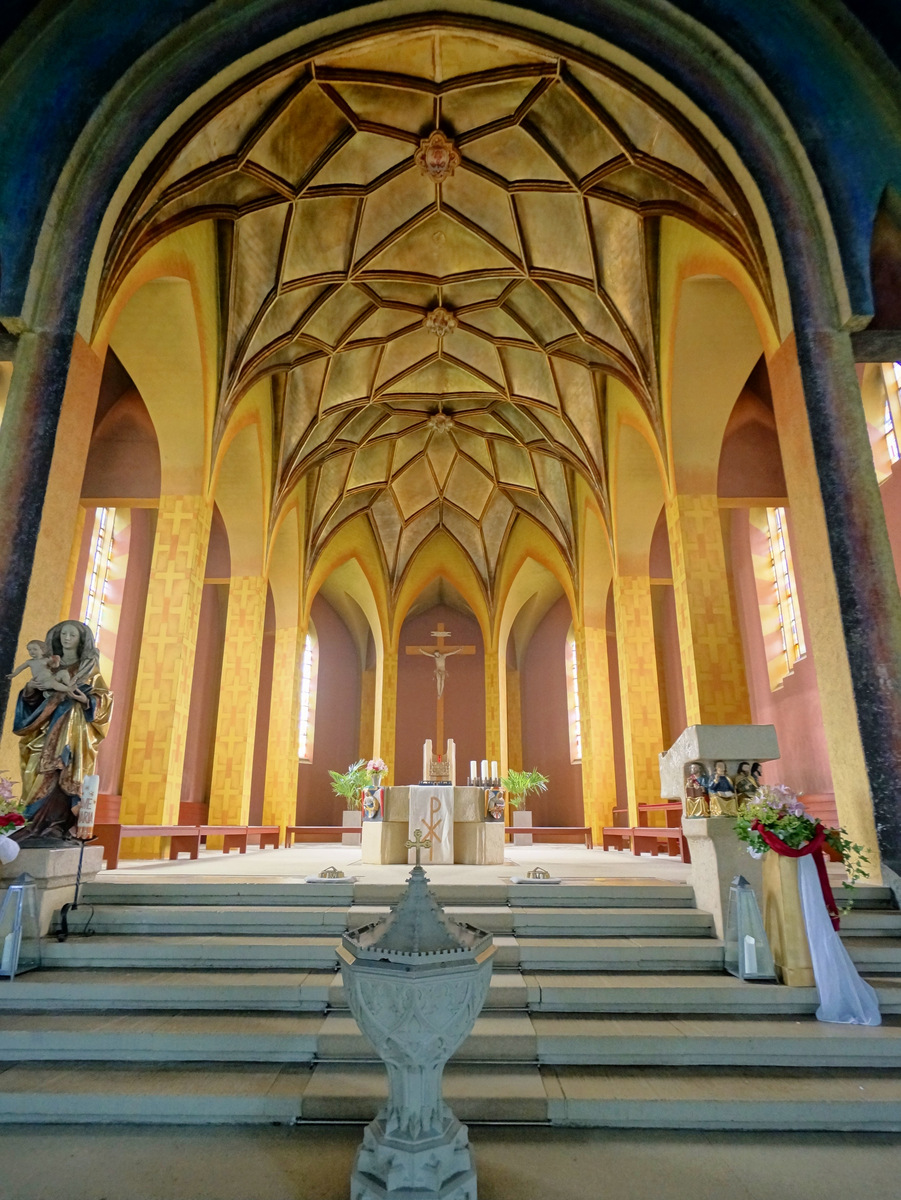
Chor mit dem wieder eingebauten gotischen Deckengewölbe

## Beschreibung
Äußerlich schlicht, wurde der Bau in Anpassung an den alten Turm in Bruchsteinmauerwerk ausgeführt. Ein Fries aus demselben Material unter der Traufe des großen Walmdachs ist der einzige Schmuck. In der Westfassade befinden sich drei nebeneinander liegende Spitzbögen, in denen die Eingangstüren angeordnet sind. Darüber sind zwei Steinplastiken  angebracht. Ansonsten ist die Fassade geschlossen.
Der langrechteckige Innenraum macht den Eindruck einer Saalkirche. Er wird überspannt von einem großen, nicht allzu hohen Tonnengewölbe, das in einer nur angedeuteten Spitze ausläuft und auf beidseitig sieben schmalrechteckigen Pfeilern ruht. Diese Pfeiler sind in der Mitte durchbrochen und lassen so rechts und links des Hauptschiffs einen Gang entstehen, der an ein Seitenschiff erinnert. Zwischen den Pfeilern spannen sich in Querrichtung spitzbogige Tonnengewölbe auf, so dass die Seitenwände auch wie eine Reihung von Seitenkapellen wirken.
Das gesamte Gewölbe und die seitlichen Wölbungen sind mit einer auffälligen trapezförmigen Rippenstruktur überzogen, deren Felder in mehreren Grün- und Grautönen ausgemalt sind, die Pfeiler hingegen sind in einem blassen Blau gehalten.
Der Chor ist etwas schmaler als das Langhaus. Er hat eine Länge von drei Jochen und eine halbrunde, ebenfalls aus drei Jochen bestehende Apsis und steht auf Pfeilern. Das spätmittelalterliche Netzgewölbe, das den Hauptraum des Chors überspannt, wurde vom Vorgängerbau übernommen. Die Außenwand steht etwas vor den Pfeilern, so dass sich ein Chorumgang bildet.

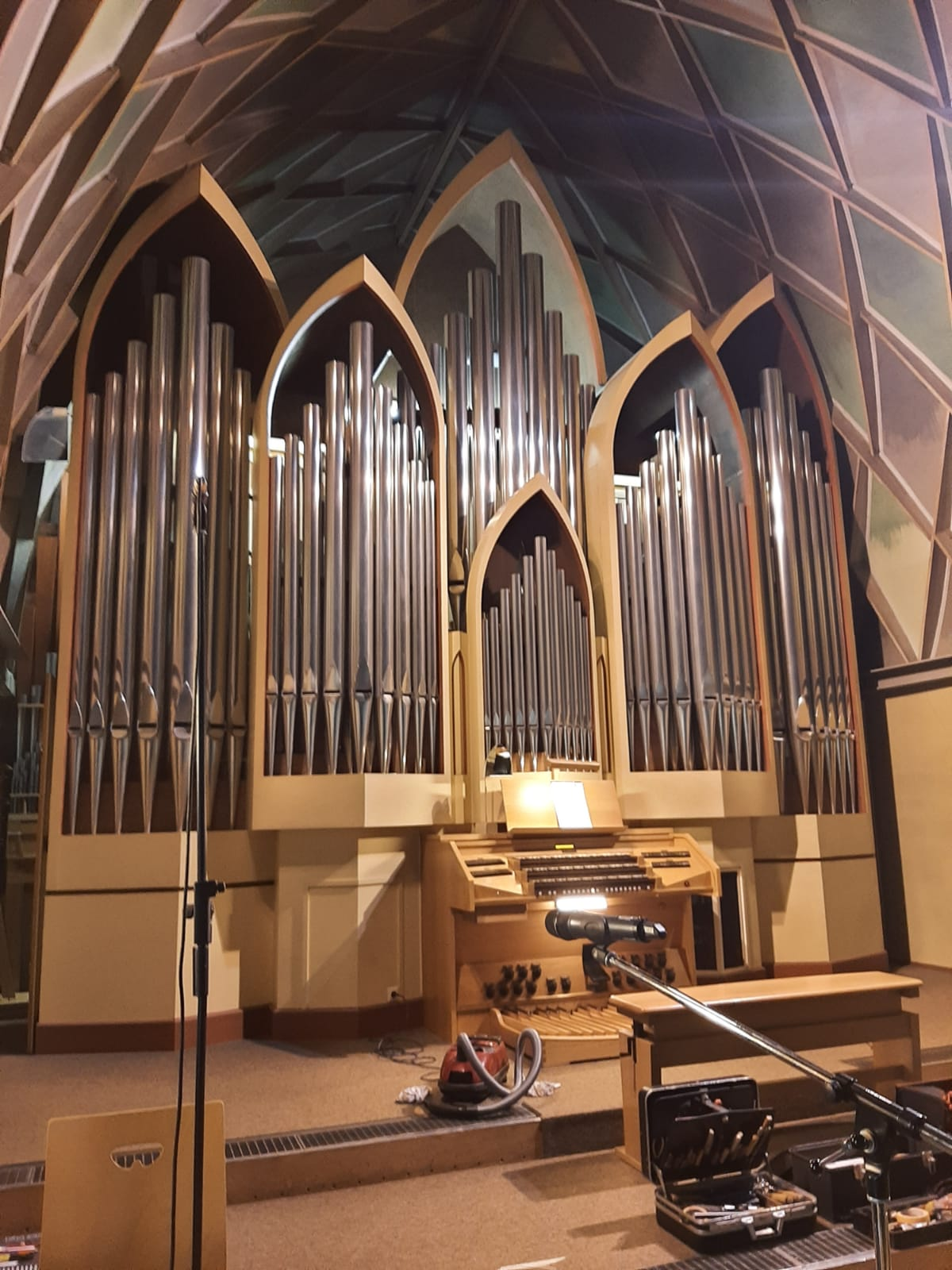
Orgelprospekt

Im Gegensatz zum blau-grünen Farbton des eher dunklen Kirchenschiffs ist der Chor in leuchtenden gelb-orangen Tönen bemalt, so dass von ihm ein Strahlen ausgeht. Die Außenwand des Chors ist in einem Rosaton gehalten, was diese Wirkung unterstreicht. So ergibt sich im Innenraum ein expressionistischer Eindruck, der in einem gewissen Gegensatz zum ruhigen Äußeren steht.

## Orgel
Die Orgel wurde 1992 von Orgelbau Fischer & Krämer erbaut. Das Schleifladeninstrument hat 40 Register auf drei Manualwerken und Pedal. Die Disposition lautet:
| I Positiv C–g3 |                |       |
| 1.             | Rohrgedeckt    | 8′    |
| 2.             | Prestant       | 4′    |
| 3.             | Blockflöte     | 4′    |
| 4.             | Sesquialter II | 2 ⁄3′ |
| 5.             | Doublette      | 2′    |
| 6.             | Larigot        | 1 ⁄3′ |
| 7.             | Cimbale IV     | 1′    |
| 8.             | Dulcian 0      | 8′    |
|                | Tremulant      |       |

| II Hauptwerk C–g3 |              |        |
| 09.               | Großgedackt  | 16′    |
| 10.               | Principal    | 08′    |
| 11.               | Koppelflöte  | 08′    |
| 12.               | Salicional 0 | 08′    |
| 13.               | Octave       | 04′    |
| 14.               | Rohrflöte    | 04′    |
| 15.               | Octave       | 02′    |
| 16.               | Cornett V    | 08′    |
| 17.               | Mixtur IV    | 01 ⁄3′ |
| 18.               | Trompete     | 16′    |
| 19.               | Trompete     | 08′    |

| III Schwellwerk C–g3 |                       |         |
| 20.                  | Bourdon               | 16′     |
| 21.                  | Konzertflöte          | 08′     |
| 22.                  | Gambe                 | 08′     |
| 23.                  | Schwebung             | 08′     |
| 24.                  | Principal             | 04′     |
| 25.                  | Traversflöte          | 04′     |
| 26.                  | Nasard                | 02 ⁄3′  |
| 27.                  | Waldflöte             | 02′     |
| 28.                  | Tierce                | 01 3⁄5′ |
| 29.                  | Harmonia ätheria IV 0 | 02 ⁄3′  |
| 30.                  | Trompette harmonique  | 08′     |
| 31.                  | Oboe                  | 08′     |
|                      | Tremulant             |         |

| Pedal C–f1 |                |         |
| 32.        | Prinzipalbass  | 16′     |
| 33.        | Subbass        | 16′     |
| 34.        | Quinte         | 10 2⁄3′ |
| 35.        | Octave         | 08′     |
| 36.        | Gedeckt        | 08′     |
| 37.        | Tenore         | 04′     |
| 38.        | Plein jeu IV 0 | 02 ⁄3′  |
| 39.        | Bombarde       | 16′     |
| 40.        | Basstrompete   | 08′     |

## Glocken
Im historischen Turm hängen in einem Glockenstuhl aus Stahl fünf Glocken. Vom ursprünglich dreistimmigen Glockengeläut aus Bronze mussten im Ersten Weltkrieg zwei Glocken abgegeben werden. Die überlebende kleinste Glocke, 1475 von Hans Eger aus Reutlingen gegossen, überstand auch den Zweiten Weltkrieg. Als Ersatz für das vorige Geläut wurden 1924 vom Bochumer Verein drei Stahlgussglocken hergestellt, deren Material sie vor der Beschlagnahme für Kriegszwecke schützte. Als Ergänzung wurde eine 1983 von der Glockengießerei Bachert in Heilbronn hergestellte Bronzeglocke hinzugefügt. Das volle Geläut erklingt nur ganz selten: in der Osternacht, an Fronleichnam, in der Silvesternacht zu Neujahr und nach der Wahl eines neuen Papstes,
Übersicht
| Glocke | Name             | Durchmesser | Gewicht    | Schlagton | Bemerkung     |
| ------ | ---------------- | ----------- | ---------- | --------- | ------------- |
| 1      | Wetterglocke     | 1673 mm     | 2400 kg    | c′        |               |
| 2      | Marienglocke     | 1430 mm     | 1680 kg    | es′       | Angelusglocke |
| 3      | Gefallenenglocke | 1133 mm     | 1200 kg    | f′        |               |
| 4      | Ulrichsglocke    |             | ca. 775 kg | g′        | Bürgerspende  |
| 5      | „Glöckle“        |             | ca. 600 kg | a′        |               |

Inschriften
- Glocke 1: Matthäus, Markus, Lukas, Johannes
A FULGURE, GRANDINE ET TEMPESTATE LIBERA NOS DOMINE JESU CHRISTE
(Übersetzung: Von Blitz, Hagel und Sturm, erlöse uns, Herr Jesus Christus)
- Glocke 2: O Maria hilf
- Glocke 3: MICHAEL, JOSEF, ULRICE, BARBARA
DEN GEFALLENEN SÖHNEN HAT MICH GEWEIHT DIE GEMEINDE IN DANKBARKEIT.
IHR RUHET IM FREMDEN LAND, SEID GEGRÜSST VON DER HEIMAT STRAND.
EWIGE RUHE SCHENKE EUCH GOTT UND BEWAHRE UNS VOR KRIEG, HUNGER UND NOT.
- Glocke 4: Heiliger Ulrich, Fürsprecher bei Gott, erbitte uns Frieden und Heil!
- Glocke 5: Lucas + Marcus + Mathaeus + Johannes + mccclxxv